# British Iron and Steel Corporation
Die British Iron and Steel Corporation (BISCO) war eine von 1936 bis 1967 bestehende britische Handelsgesellschaft, die mit Eisen, Stahl und Schrott handelte.
Die BISCO wurde 1936 von den Mitgliedern der British Steel Export Association bzw. deren Mutterorganisation British Iron and Steel Federation (BISF) gegründet. Die BISF selbst war 1934 auf staatlichen Druck und als Vorbedingung für die Einführung hoher Eisen- und Stahlzölle gegründet worden, um eine zentrale Planung der Eisen- und Stahlindustrie zu organisieren.
Ursprünglicher Unternehmenszweck der BISCO war die Förderung und Abwicklung der Exportgeschäfte ihrer Mitglieder, aber schon 1937 wurde die Sicherstellung der Rohstofflieferungen an die Mitglieder zur primären Aufgabe. Zu diesem Zweck bildete die BISCO 1937 das Tochterunternehmen British Iron and Steel Corporation (Salvage) Ltd. und initiierte eine großangelegte Kampagne zur Sammlung von Eisen- und Stahlschrott von britischen Privathaushalten. Im gleichen Jahr sicherte sie vertraglich und langfristig die Lieferung von Eisenerz aus Brasilien und begann, in großem Stil Roheisen aus Indien und den USA zu kaufen.
Nach dem Ende des Zweiten Weltkriegs kaufte die BISCO in großer Zahl nicht mehr benötigte Kriegs- und Handelsschiffe auf und ließ sie auf Vertragswerften verschrotten, um Rohmaterial für ihre Mitglieder zu sichern.
Die BISF und die BISCO überlebten die 1951 initiierte und bereits 1953 wieder rückgängig gemachte Verstaatlichung der Eisen- und Stahlindustrie in der Iron and Steel Corporation of Great Britain, wurden dann jedoch 1967 liquidiert, als 90 % der Branche verstaatlicht und in der  British Steel Corporation zusammengefasst wurden.